# ملكية معلنة ذاتيا

تتويج نابليون الأول إمبراطورًا لفرنسا في كاتدرائية نوتردام بباريس، بحيث توج نابليون نفسه إمبراطورًا للفرنسيين خلال هذه المراسم، ثم توج زوجته جوزفين إمبراطورةً.

الملكية المُعلنة ذاتيًا أو الملكية المُعلَنة من طرف واحد تنشأ عندما يدّعي شخص ما الملكية دون أن يكون له روابط تاريخية مع سلالات الحاكمة، قد يكون الملك المُعلن ذاتيًا من دولة قائمة، أو من دولة مجهرية، وقد يصبح هذا الشخص مدعيًا للعرش (عندما تكون السلالة الحاكمة قائمة بالفعل).
ومن أمثلة تاريخية:
- جان بيدل بوكاسا أعلن نفسه إمبراطورًا لجمهورية إفريقيا الوسطى سنة 1976، وغيّر اسمها إلى "الإمبراطورية الإفريقية الوسطى".
- جوشوا نورتون شخصية من سان فرانسيسكو في القرن التاسع عشر،[3] أعلن نفسه "إمبراطور الولايات المتحدة" و"حامي المكسيك" بشكل ساخر ورمزي.
- أحمد زوغو أعلن نفسه ملك ألبانيا وحكم لمدة 11 عامًا في نظام ملكي دستوري اسميًا أطاح به الغزو الإيطالي لألبانيا.[4]
- فرايهر ثيودور ستيفان فون نويهوف نصب نفسه ملكًا على كورسيكا في 1736 بمحاولة لتحرير جزيرة كورسيكا من الحكم الجنوي.